# Bomb Jack
A Bomb Jack platformjáték, melyet a Tehkan (később Tecmo) fejlesztett és jelentetett meg a játéktermekben 1984-ben. A játékot két hivatalos folytatás, a konzolokra és számítógépekre megjelent Mighty Bomb Jack, illetve a játéktermi Bomb Jack Twin, illetve a hivatalosan licencelt Bomb Jack II számítógépes játék követte.

## Játékmenet
A játék főszereplője Bomb Jack nevű szuperhős, aki rendkívül magasra tud ugrani, illetve a lebegni is tud. Célja, hogy összegyűjtse a képernyőn látható összes vörös bombát. A játékban az ellenségeket többek között madarak és múmiák alkotják, amik ha leérnek a képernyő aljára, akkor repülő csészealjakká vagy gömbökké alakulhatnak át, hogy utána a játéktér teljes terjedelmén szabadon lebegjenek, és ha Jack megérinti őket, akkor elveszít egy életet. A bombák összegyűjtésével megtelik a bónuszmérő a képernyő tetején, a meggyújtott bombák jobban növelik a mérőt. Amikor a mérő teljesen feltöltődött, akkor megjelenik egy pattogó „P” a játéktéren, ezt felszedve egy rövid időre az összes ellenség bónuszérmévé változik, hogy Jack felszedhesse őket. A további hasonló bónuszok közé tartozik a „B” (Bonus), ami legfeljebb ötszörösére emeli a pontszorzót, az „E” (Extra Life), ami egy extra életet ad, illetve a ritka „S” (Special), ami egy ingyenes játékot biztosít. A játékban összes öt különböző játéktér található, mindegyiknek különböző platformrendszere van. Minden körben 24 bomba található, ha a játékos 21–23 meggyújtott bombát szed össze egymás után, akkor egy különleges bónuszt is kap.

## Átiratok
- 1985: SG–1000
- 1986: Amstrad CPC, Commodore 64, ZX Spectrum, Commodore 16
- 1988: Atari ST, Amiga
- 1992: Game Boy
- 2003: Java ME
- 2008: Atari XL/XE

A Commodore 64-verzióbabn Jean-Michel Jarre Magnetic Fields Part II című dala is hallható.

## Fogadtatása
A játék a japán Game Machine magazin 1984. május 15-én közzétett adatai szerint a harmadik legsikeresebb asztalos kialakítású játéktermi gép volt.
A Crash magazin 92%-os értékelést adott a Sinclair ZX Spectrum-verzióra, megjegyezve, hogy „Nagyszerű játéktermi átirat, ki ne hagyjátok!”, azonban a Zzap!64 már kevésbé volt lelkes a Commodore 64-verzióval, amire 47%-os értékelést adott. A Commodore User 6/10-es pontszámmal díjazta az Amiga-változatot, kiemelve, hogy az Amiga sokkal jobban is képes futtatni egy akkor már négy éves játéktermi játékot. A Commodore 64-verzióban hallható Jean-Michel Jarre Magnetic Fields Part II című dalának digitalizált változata.
A játék Spectrum-verziója a Green Beret után a második helyezésig jutott a brit eladási listákon.

## Hatása

### Folytatások
A Bomb Jack II hivatalosan licencelt játék, melyet a brit Elite Systems fejlesztett és jelentetett meg 1986–1987-ben Amstrad CPC, Commodore 64 és ZX Spectrum számítógépekre. A játék a Leader Board után a második helyezést érte el a brit eladási listákon. A játékban hallható a Villámmacskák animációs sorozat főcímdala, mivel a program eredetileg a sorozat adaptációjának készült.
A Mighty Bomb Jack 1986-ban jelent meg. A játék nagy részben megegyezik az eredeti játékkal szinte minden tekintetben, kivéve, hogy az eredeti játék korábban különálló játékterei immár egymásba scrolloznak. A Mighty Bomb Jack kevésbé kedvező kritikai fogadtatásban részesült, mint az eredeti játék.
A Bomb Jack Twint az NMK fejlesztette és jelentette meg 1993-ban. Ebben a verzióban két játékos is játszhat egyszerre.

### Újrakiadások
- 2004: PlayStation 2 (Tecmo Hit Parade)
- 2005: Xbox (Tecmo Classic Arcade)
- 2007: Wii Virtual Console (NES-verzió)
- 2009: Wii Virtual Console (játéktermi verzió)
- 2012: 3DS Virtual Console (NES-verzió)
- 2014: PlayStation 4 (az Arcade Archives sorozat részeként), Wii U Virtual Console (NES-verzió)
- 2019: Nintendo Switch (az Arcade Archives sorozat részeként)[9]

## Fordítás
- Ez a szócikk részben vagy egészben  a   Bomb Jack című angol Wikipédia-szócikk ezen változatának fordításán alapul.  Az eredeti cikk szerkesztőit annak laptörténete sorolja fel. Ez a jelzés csupán a megfogalmazás eredetét és a szerzői jogokat jelzi, nem szolgál a cikkben szereplő információk forrásmegjelöléseként.